# غونلو (ميانة)
غونلو هي قرية في مقاطعة ميانة، إيران. عدد سكان هذه القرية هو 539 في سنة 2006.